# Kališ
Kališ (polsky Kalisz, výslovnost  [ˈkaliʃ]IPA) je město a městský okres, které se nachází ve středu Polska, v jihovýchodní části Velkopolského vojvodství. Má postavení samostatného městského okresu a zároveň je sídlem okresu Kališ. Ve městě žije přibližně 96 tisíc obyvatel a jejich počet stále klesá.

## Historie
První písemná zmínka pochází z 2. století od řeckého geografa Ptolemaia v díle Geographia jako o obchodní osadě na Jantarové stezce, proto je město považováno za nejstarší v Polsku. Město se rozkládá na řece Prosně, levém přítoku Warty. Je důležitým průmyslovým a obchodním centrem pro celý region. Střed města je ze severozápadní strany obklopen parkem Planty.

## Vývoj počtu obyvatel
| Rok  | Obyvatel |
| ---- | -------- |
| 1939 | 81 000   |
| 1946 | 48 029   |
| 1950 | 55 542   |
| 1955 | 66 099   |
| 1960 | 69 946   |
| 1965 | 75 753   |
| 1970 | 81 454   |
| 1975 | 87 302   |
| 1980 | 98 921   |

| Rok  | Obyvatel |
| ---- | -------- |
| 1985 | 104 140  |
| 1990 | 106 151  |
| 1995 | 106 706  |
| 2000 | 108 097  |
| 2002 | 109 385  |
| 2004 | 108 792  |
| 2006 | 108 477  |
| 2009 | 107 019  |
| 2010 | 106 857  |

## Významní rodáci
- Adam Asnyk (1838–1897), básník a dramatik
- Stanisław Wojciechowski (1869–1953), politik a prezident
- Jerzy Świrski, polský viceadmirál
- Theodor Meron (* 1930) právník, předseda Mezinárodního trestního tribunálu pro bývalou Jugoslávii, a Mezinárodního trestního tribunálu pro Rwandu

## Kališ a Židé
Kališ hrál klíčovou roli v polské židovské historii. V roce 1264 byl Boleslav V. Stydlivý, vládce západní části Polska (Velkopolsko), první, kdo dal místní židovské pospolitosti Kališský zákon, kde uspořádává práva, právní ochranu a některé náboženské a finanční svobody Židů.
Podle sčítání polského lidu z roku 1931 tu žilo 15 300 Židů (téměř 30 % z celkového počtu obyvatel). Rabín z města Kališ se stával zároveň zemským rabínem. Kališ měla v historii několik synagog (Nejstarší, Stará, Velká a Nová) a dva hřbitovy.
Po skončení druhé světové války se přeživší Židé rozptýlili do celého světa včetně Izraele. V současné době již v Kališi židovská obec neexistuje.

## Partnerská města
- Erfurt, Německo
- Hamm, Německo
- Hautmont, Francie
- Heerhugowaard, Nizozemsko
- Kamenec Podolský, Ukrajina
- Martin, Slovensko
- Preston, Spojené království
- La Louvière, Belgie